# Tauriac-de-Camarès
Tauriac-de-Camarès település Franciaországban, Aveyron megyében. Lakosainak száma 35 fő (2022. január 1.). Tauriac-de-Camarès Brusque, Fayet, Mélagues, Montagnol, Avène és Ceilhes-et-Rocozels községekkel határos.

## Népesség
A település népessége az elmúlt években az alábbi módon változott:
| Lakosok száma | 99   | 73   | 64   | 59   | 57   | 49   | 41   | 37   | 35   | 35   |
|               | 1968 | 1982 | 1999 | 2006 | 2011 | 2015 | 2017 | 2018 | 2020 | 2022 |